# Université de Grenade
L'université de Grenade (UGR) est une université publique espagnole située à Grenade qui accueille environ 80 000 étudiants. L'université a aussi des campus à Ceuta et Melilla. Fondée en 1531 par l'empereur Charles Quint, elle est l'une des universités les plus anciennes et traditionnelles en Espagne. Elle est notamment l'université d'origine de Federico García Lorca et de la génération de 27.
Selon le rapport annuel réalisé par le journal El Mundo, l'université de Grenade est dans le top 10 des meilleures universités espagnoles et, depuis plusieurs années, occupe la première place dans les études de traduction et d'interprétation. Depuis 2013 elle est classée aussi comme la première université espagnole en ingénierie informatique dans le classement ARWU 2013.
L'université de Grenade dispose d'un patrimoine important, grâce à sa politique d'utilisation des bâtiments de valeur historique et culturelle. Le palais de la Madraza en représente un exemple. De même, l'université a des nouvelles installations commises à l'innovation, comme le parc technologique des sciences de la santé (es).
Chaque année, plus de 2 000 étudiants européens s'inscrivent à l'université de Grenade à travers le programme Erasmus, ce qui en fait la destination la plus populaire.

## Historique

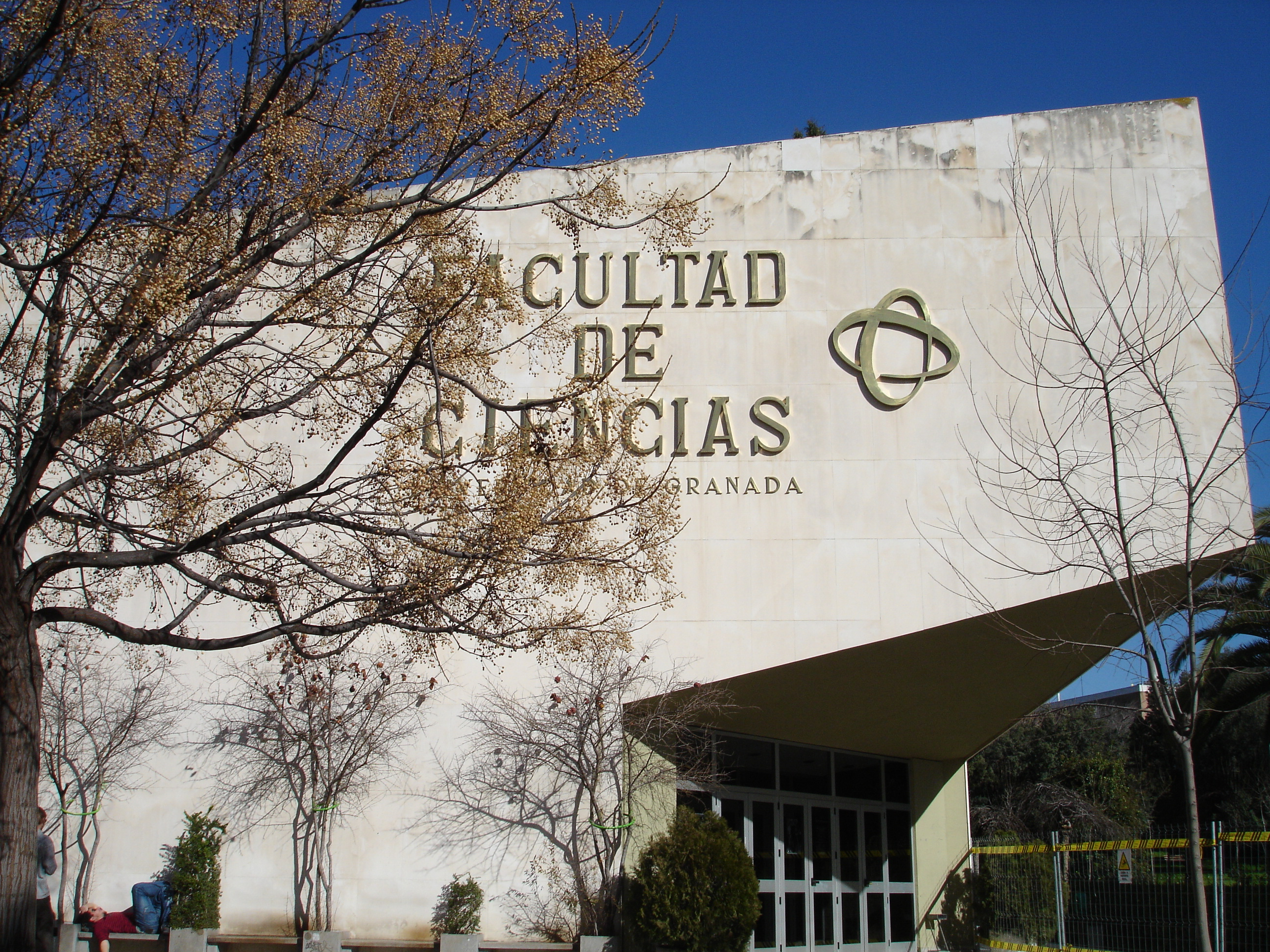
Faculté des sciences de l'université de Grenade.

L'enseignement universitaire à Grenade remonte en 1349 lorsque Yusuf Ier crée la première madrasah, une école théologique. Ce sultan a construit également le palais de Comarès et la porte de l'Esplanade de l'Alhambra.

La Madrasah de Grenade fonctionne jusqu'en 1499-1500, lorsque le cardinal Cisneros la prend d'assaut et la détruisit, s'opposant ainsi aux volontés d'Isabelle de Castille et Ferdinand d'Aragon. Lors de cet évènement, la bibliothèque de la Madrasah est brûlée sur la place Bib-Rambla, ce qui donne un des incendies les plus importants jamais subis en Europe, étant donné l'ampleur de la production et du commerce du livre dans la culture andalusí . Une fois l'université disparue, Ferdinand d'Aragon fait du bâtiment la mairie de la ville. Ce n'est qu'en 1526 que, par la volonté de Charles Quint, Grenade se dote de nouveau d'une université.

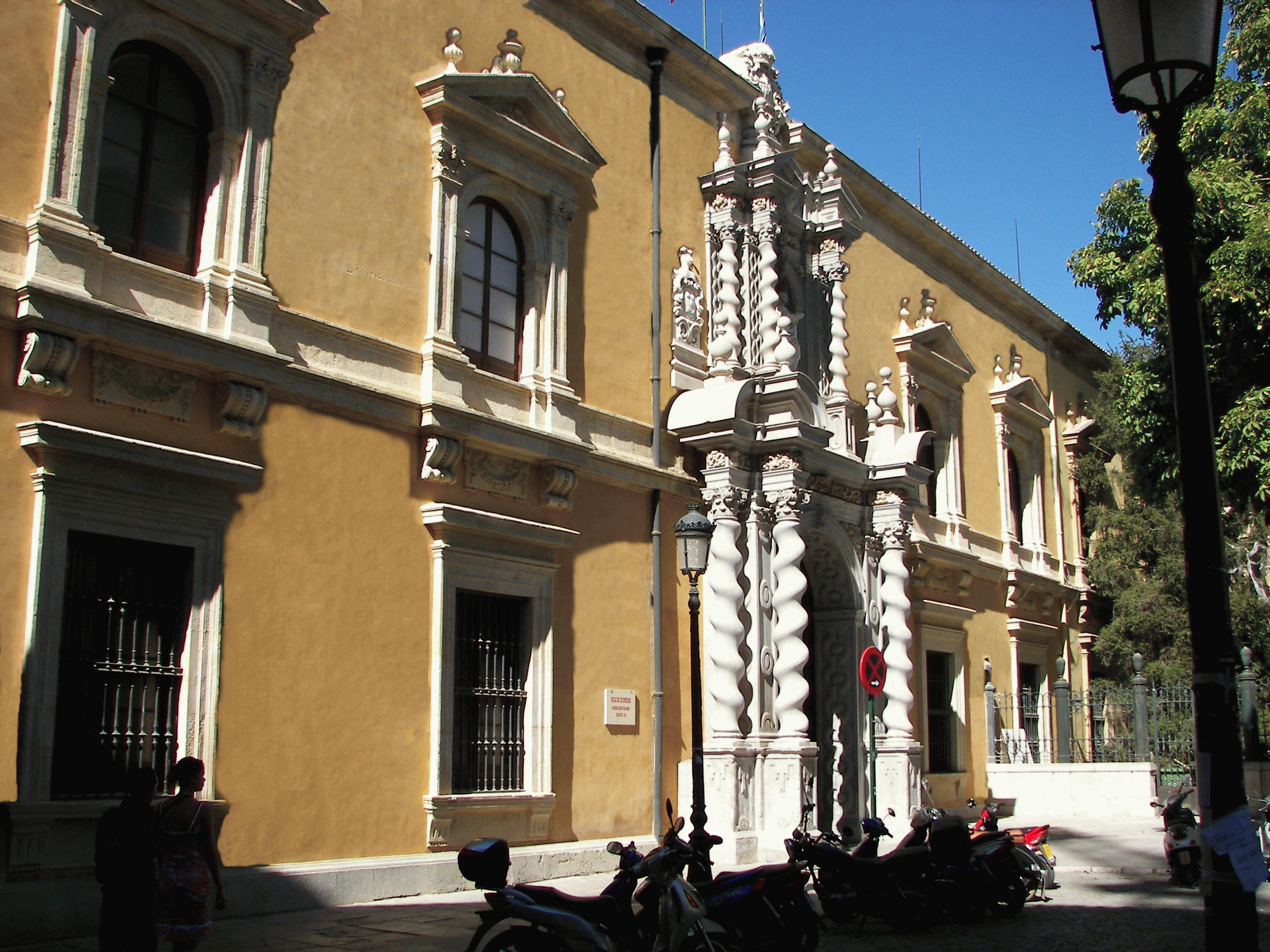
Façade de la Faculté de droit.

Grenade est successivement, depuis ses débuts, ibère, romaine, et plus tard juive et islamique. Capitale de l'ancien royaume nasride, Grenade est la dernière ville de la péninsule Ibérique conquise aux musulmans par les Rois catholiques en 1492, fait qui aboutit à la formation de l'Espagne. La domination castillane est dans un premier temps respectée, mais à partir de 1499 fait l'objet de critiques qui culminent avec la politique du cardinal Cisneros, refusant les ordres des Rois catholiques et provoquant un soulèvement des habitants de Grenade. Cisneros profite de la situation pour brûler les bibliothèques, afin d'éradiquer l'influence islamique et forcer la ville à se reconvertir. Cette tension et spoliation culturelle ne diminue que lorsque Charles Quint réintroduit les études universitaires à Grenade. L'université de Grenade est fondée en 1531, grâce à l'initiative de l'empereur Charles Quint et selon une bulle du pape Clément VII. Ainsi, Grenade affirme sa vocation de ville universitaire ouverte aux différents peuples et à leurs diverses cultures et croyances.
L'université de Grenade est un témoin singulier de l'histoire, alors que grandit son influence sur l'environnement social et culturel de la ville jusqu'à s'ériger en droit en centre intellectuel et culturel du sud de l'Espagne pendant presque cinq siècles. 
Ainsi, au début du XXe siècle, avant la guerre d'Espagne, l'université accueille parmi ses enseignants la pédagogue féministe Aurelia Gutiérrez-Cueto Blanchard, ou encore l'écrivain Martín Domínguez Berrueta et le futur ministre de la Seconde République Fernando de los Ríos, liés à la célèbre Institution libre d'enseignement, tous deux professeurs du jeune Federico García Lorca qui figure parmi les étudiants.  
Aujourd'hui, l'université de Grenade est devenue une institution forte et engagée avec ce qui l'entoure, comme on peut le voir à travers la Loi de la réforme universitaire en France : celle-ci définit les universités comme des centres au service de la société, c'est-à-dire l'enseignement, la recherche et la prestation de services. L'université de Grenade a connu pendant ces dernières années, comme conséquence de la LRU[Quoi ?] et de l'autonomie universitaire, la plus grande croissance de son histoire qui la situe entre les premières universités espagnoles. À peu près 80 000 personnes ont une relation directe avec l'université de Grenade, si l'on compte élèves, professeurs et personnel de l'administration et des services.

## Les villes (Grenade, Ceuta et Melilla)

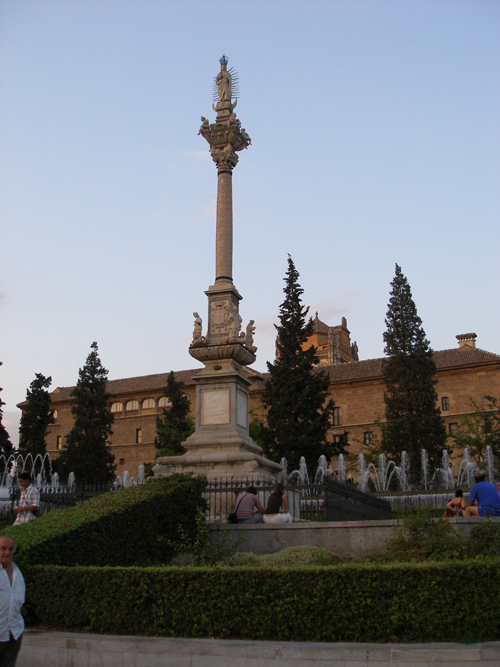
Photo de l'hôpital royal, siège de l'université, depuis la place du Triomphe.

Les établissements et les dépendances universitaires se répartissent dans différents lieux de Grenade, ce qui procure à la ville son propre style universitaire : des 270 000 habitants de la capitale, 60 000 sont des étudiants universitaires. Grenade réunit en outre d'autres caractéristiques singulières : c'est historiquement le dernier réduit de l'Islam en Europe occidentale (l'Alhambra et le Généralife étant deux échantillons qui laissent imaginer la splendeur de cette civilisation) mais également la ville de la Renaissance (l'Hôpital royal ou la cathédrale sont également des exemples de bonne conservation du patrimoine historique de Grenade).
Parler de Grenade c'est également parler d'une situation géographique privilégiée, à mi-chemin entre la mer et les montagnes : à 60 minutes en voiture des plages grenadines, à 75 minutes de Malaga, et à 30 minutes de la station de ski de Sierra Nevada (3 400 mètres d'altitude). L'université de Grenade possède aussi deux campus universitaires dans les villes espagnoles de Ceuta (plus de 70 000 habitants) et Melilla (plus de 60 000 habitants) situées au nord de l'Afrique. Ces villes possèdent un caractère singulier dû à leur spécificité culturelle et à la coexistence de différentes cultures au sein de leur population.

## Données
L'université
- budget : 395 663 000 €
- établissements : 24 qui lui appartiennent et 4 associés
- départements : 111
- salles d'exposition : 4
- diplômes offerts (licences et maîtrises) : 75
- programmes de doctorat : 141

Étudiants
- étudiants en licences et maîtrises : 56 715
- étudiants au doctorat : 3 059
- étudiants en langue et civilisation espagnoles pour étrangers : 10 158
- formation continue : 6 573

Personnel
- enseignants : 3 454
- employés de l'administration et des services : 1 764

## Facultés et licences
Faculté des sciences
- Biologie
- Biochimie
- Chimie
- Géologie
- Génie chimique
- Mathématiques
- Optique et Optométrie
- Physique
- Sciences de l'environnement

- Statistique

Faculté des beaux arts
- Beaux-arts

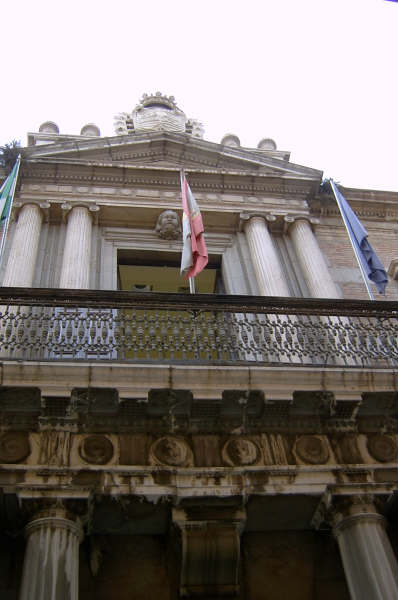
Faculté de traduction et interprétation

- Conservation et restauration des biens culturels

Faculté des sciences du sport
- Sciences de l'activité physique et du sport

Faculté d'économie et de management
- Gestion d'entreprise
- Économie
- Finances et comptabilité
- Marketing
- Tourisme

Faculté des sciences de l'éducation
- Éducation de l'enfance
- Éducation primaire
- Éducation sociale
- Pédagogie

Faculté des sciences politiques et de sociologie
- Sciences politiques et de l'administration
- Sociologie

Faculté des sciences de la santé
- Infirmerie
- Physiothérapie
- Thérapie occupationnelle

Faculté des sciences de la santé de Ceuta
- Infirmerie

Faculté des sciences sociales de Melilla
- Gestion d'entreprise
- Gestion et administration publique

Faculté des sciences du travail
- Relations du travail et ressources humaines

Faculté de communication et de documentation
- Documentation et information
- Médias audiovisuels

Faculté de droit
- Droit
- Criminologie

Faculté d'éducation, d'économie et de technologie de Ceuta
- Gestion d'entreprise

- Éducation de l'enfance
- Éducation primaire
- Éducation sociale
- Ingénieur informatique

Faculté d'éducation et des sciences humaines de Melilla
- Éducation de l'enfance
- Éducation primaire
- Éducation sociale

Faculté des sciences infirmières de Melilla
- Infirmerie

Faculté de pharmacie
- Diététique et nutrition humaine
- Pharmacie
- Science et technologie des aliments

Faculté de philosophie et des lettres
- Anthropologie sociale et culturelle
- Archéologie
- Études arabes et islamiques
- Études françaises
- Études anglaises
- Études classiques
- Études hispaniques
- Langues et littératures modernes
- Philosophie
- Géographie

- Histoire
- Histoire de l'art
- Histoire et sciences de la musique
- Littérature comparée

Faculté de médecine
- Médecine

Faculté de psychologie
- Psychologie
- Psychopédagogie

Faculté de travail social
- Travail social

Faculté de traduction et d'interprétation
- Traduction et interprétation

École supérieur du génie du bâtiment
- Génie du bâtiment

École supérieur d'architecture
- Architecture

École supérieur du génie civil
- Génie civil

École supérieur du génie informatique et des télécoms
- Génie des télécommunications
- Génie informatique

### Études de doctorat

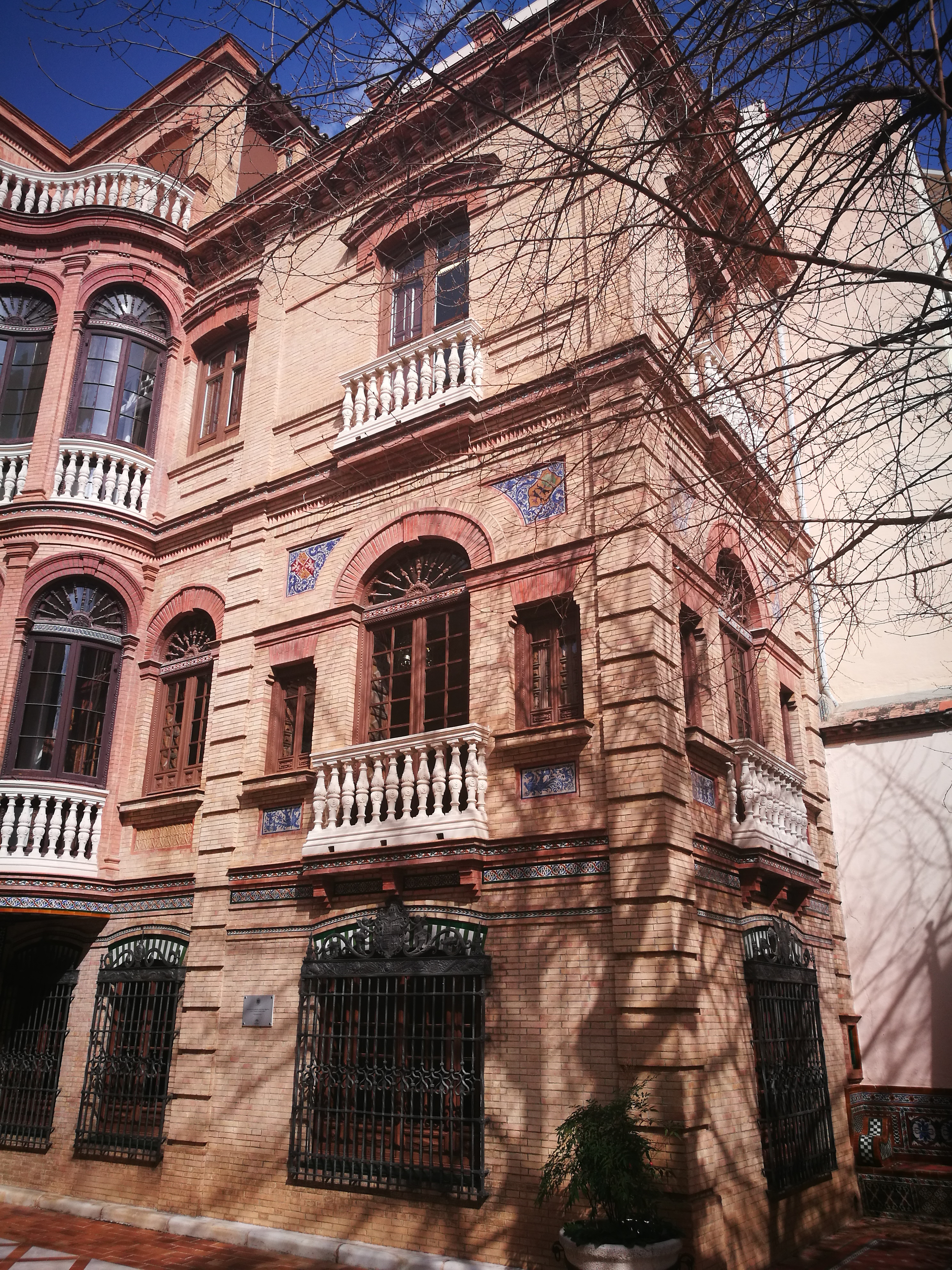
Le palais des Comtes de la Jarosa héberge l'École internationale de diplômes postgrades

Par tradition, l'université de Grenade réunit les conditions nécessaires pour assurer les études de doctorat dans la presque totalité des curricula correspondant aux études de maîtrise et d'ingénierie supérieure qu'elle offre. Pendant l'année académique 2004-2005, elle a assuré 141 programmes de doctorat, dans les domaines suivants : art et sciences humaines, sciences de la santé, sciences expérimentales, sciences sociales et juridiques, enseignements techniques, programmes de coopération avec l'Amérique du Sud.
- 2 982 élèves inscrits (22 % d'étrangers et 43 % titulaires de maîtrises provenant d'autres universités).
- 14 programmes de coopération avec des universités du Chili, du Venezuela, de Bolivie, du Mexique, de Cuba, d'Argentine, du Pérou, du Portugal et de République dominicaine.

### Autres enseignements
- Centre de formation continue

Ce centre a pour objectif la formation permanente des professionnels selon une grande diversification de domaines scientifiques et la spécialisation pour tous ceux qui viennent de terminer leurs études de maîtrise, sans oublier non plus les cours qui peuvent renfoncer la préparation des élèves.
- Université d'été

Pendant l'été, l'université de Grenade organise aussi des cours de courte durée dirigés aussi bien aux étudiants universitaires qu'aux personnes poursuivant des études de troisième cycle et qui appartiennent au monde du travail, ce qui leur permet ainsi d'actualiser leurs connaissances, ou de se spécialiser dans différents domaines scientifiques. Il s'agit de cours intensifs qui se déroulent :
- - sur la côte de Grenade (Almuñécar) et dans d'autres villes de l'intérieur comme Guadix, Lanjarón ou Santa Fé, et qui sont organisés par le Centre Méditerranéen de l'université;
  - à Ceuta et Melilla.

- Centre de langues modernes

Le Centre de langues modernes organise des cours de langues étrangères et des cours d'espagnol pour étrangers.

## La recherche
L'université de Grenade investit pour atteindre un futur qui s'appuie sur une recherche de qualité. Elle appuie notamment de façon décisive les voies de recherche qui, bien que moins développées, peuvent être intéressantes dans une société en changement et servir d'union avec les entreprises et les institutions de notre environnement. Ces idées ont obtenu des résultats qui ont multiplié les fonds destinés à la recherche, et ouvert des perspectives réelles qui n'avaient jamais existé auparavant. La croissance de la production scientifique fait de l'université de Grenade une des trois premières universités espagnoles. Les relations croissantes avec les entreprises publiques et privées du pays sont toujours plus nombreuses grâce à des contrats de recherche et de prestation de services qui garantissent l'avenir de son activité de recherche.
- Bureau de transfert des résultats de recherche (OTRI)

Le Bureau de transfert des résultats de recherche de l'université de Grenade est l'organisme chargé de promouvoir et gérer les relations de l'université avec le monde de l'entreprise. Le Bureau est un service public spécialisé dans la canalisation des demandes de l'entreprise vers l'université et le transfert des connaissances innovatrices vers le secteur productif de l'économie. Parmi les services qu'il offre, on peut citer les suivants : le Bureau des projets et financement européen, le Centre de liaison du Sud de l'Europe-Andalousie (CESEAND), propriété industrielle (brevet d'invention)…
- Instituts de recherche

L'université de Grenade développe des travaux de recherche à travers onze instituts de divers domaines scientifiques : Institut andalou des sciences de la terre, Institut andalou de géophysique et de prévention des désastres sismiques, Institut andalou interuniversitaire de criminologie, Institut de biotechnologie, Institut « Carlos I » de physique théorique et computationnelle, Institut de l'eau, Institut du développement régional, Institut de neurosciences « Federico Olóriz », Institut de nutrition et de technologie des aliments, Institut des études de la femme, Institut universitaire de la paix et des conflits.
- Le Centre d'instrumentation scientifique

Le Centre d'instrumentation scientifique offre divers services d'appui à la recherche, orientés spécialement vers les disciplines expérimentales, techniques et de la santé : services d'animaux d'expérimentation, datation radiométrique et géologique isotopique, détermination de structures, microscopie, traitement de l'image, biologie fondamentale, etc.

## Relations internationales
L'université de Grenade participe activement aux programmes universitaires de l'Union européenne, aussi bien en ce qui concerne la mobilité du professorat et des étudiants que celle des chercheurs : il s'agit de programmes coordonnés par le Bureau des Relations Internationales et dirigés aux pays qui appartiennent à l'UE et à d'autres zones géographiques comme l'Amérique du Nord, l'Amérique latine, l'Europe de l'Est, l'Afrique du Nord, etc. 
Grâce à des accords bilatéraux ou à des conventions spécifiques entre universités partenaires, il existe une collaboration traditionnelle avec certaines universités des zones géographiques décrites ci-dessus, ainsi qu'avec le Japon, la Chine, Israël, l'Australie, le Bénin, les États asiatiques de l'ex-URSS, la Palestine, etc. 
Des associations d'universités telles que le groupe de Coïmbre, la AUIP, ISTEC, ATEI, etc. sont également quelques exemples de collaboration. Néanmoins, il y a trois zones de coopération plus intenses, évidentes pour un pays comme l'Espagne et une université avec des traditions comme celle de Grenade: L'Union européenne, l'Amérique latine et le Maghreb. Fruit de cette coopération, l'université de Grenade reçoit annuellement plus de 8 000 professeurs, étudiants et administrateurs d'universités du monde entier qui assistent aux cours de langue et de culture espagnoles (environ 5% des inscriptions), assurent l'enseignement et collaborent avec des groupes de recherche.

### L'UGR et Erasmus
L'université de Grenade est aujourd'hui l'université européenne qui reçoit le plus d'étudiants Erasmus, avec un total de 1 620 élèves.

### L'UGR et l'IEP de Bordeaux
La Faculté de science politique et de sociologie de l'université de Grenade possède notamment un accord d'échange avec l'Institut d'études politiques de Bordeaux (France) : la Filière intégrée franco-espagnole ou FIFE. Les étudiants des deux universités passent la moitié de leur cursus (soit deux ans) dans l'université partenaire et, à terme, se voient attribuer le diplôme de Sciences-Po Bordeaux, le master choisi parmi l'offre de formation de l'IEP et le master de la Faculté de science politique et de sociologie de l'université de Grenade.

## Autres services offerts
L'université de Grenade offre à sa communauté divers services visant à améliorer le bien-être de celle-ci et à mieux développer les études, l'enseignement et la recherche.
- Bibliothèques (services sur le web), « salle de formation ouverte », services d'aide à l'introduction des nouvelles technologies dans l'enseignement, etc. ;
- services sociaux destinés aux étudiants, professeurs et au personnel administratif : service logement, résidences universitaires, restaurants universitaires, un propre plan de bourses, Centre de promotion de l'emploi, etc. ;
- offre culturelle : presse universitaire, salles d'exposition, salles d'arts visuels et de la scène, de littérature, Club Cinéma, centres culturels gérés par les élèves, etc. ;
- service des sports qui proposent des activités nautiques et en montagne en plus des activités traditionnelles ayant lieu dans les différentes installations sportives, l'auberge de jeunesse de la Sierra Nevada, les services de soutien aux associations, etc.

## Personnalités liées à l'université
Des scientifiques du maghreb ont étudié dans cette université, et y ont effectué des recherches, telle la biologiste Ikram Blilou.